# جنجال در فروشگاه
جنجال در فروشگاه یا چه کسی مواظب فروشگاه است؟ (به انگلیسی: Who's Minding the Store?) یک فیلم کمدی آمریکایی به کارگردانی فرانک تاشلین و با بازی جری لوئیس، جیل سنت جان، اگنس مورهد، ری والستن، کاتلین فریمن و جان مک‌گیور است که در سال ۱۹۶۳ ساخته شد.  در ۲۸ نوامبر ۱۹۶۳ توسط پارامونت پیکچرز منتشر شد.